# Vasilítsi
Vasilítsi, en grec moderne : Βασιλίτσι, est un village du dème de Pylos-Nestor, district régional de Messénie, en Grèce.
Selon le recensement de 2011, la population du village compte 517 habitants.